# Trabant zu verkaufen
Trabant zu verkaufen ist eine vom Fernsehen der DDR produzierte Bühnenkomödie von Jürgen Pörschmann.

## Handlung
Die drei Freundinnen Brigitte, Susi und Carola haben zusammen im Lotto einen Trabant 601 gewonnen. Da sie alle keinen Führerschein haben, beschließen sie, ihn zu verkaufen und sich das Geld zu teilen. Wegen der langen Wartezeiten beim Kauf von Neuwagen haben sie viele Interessenten.
Brigitte erzählt ihrem Klempner Oskar Zahl von dem Auto, worauf sie überraschend schon für den nächsten Tag einen Termin für eine Reparatur in ihrem Badezimmer bekommt. Außerdem glaubt Brigitte aufgrund eines Missverständnisses, auch ihr Nachbar Robbel würde sich für das Auto interessieren – dabei ist er passionierter Radfahrer und eigentlich an Brigitte interessiert. Dann kommt Carola vorbei und berichtet von ihrem neuen Geliebten, dem Opernsänger Anastasius Vogel: Der habe zwar schon ein Auto, wolle den Trabant aber für sie kaufen. Auch das ist allerdings ein Missverständnis, Vogel will den Wagen für seine Tochter. Ein weiterer Interessent erscheint, nämlich Susis Verlobter Ferdinand: Er will mit geborgtem Geld den Trabant als Hochzeitsüberraschung für Susi kaufen.
Zwischen den vier Männern entsteht ein Konkurrenzkampf um den Trabi. Carola will ihn ihrem Geliebten zuschanzen, als sie aber erfährt, dass dieser Frau und Tochter hat, wirft sie ihn aus Brigittes Wohnung. Nachbar Robbel klärt endlich auf, dass er das Auto gar nicht kaufen will. Und Ferdinand kommt mit der Summe, die er anbieten kann, nicht gegen den wohlhabenden Klempner Zahl an. Dieser scheint das Rennen zu machen, bis Robbel entdeckt, dass Zahl die Kommunale Wohnungsverwaltung, die seine Reparaturdienste bezahlt, mit einer überhöhten Rechnung betrügen wollte. Um eine Anzeige zu vermeiden, muss er zustimmen, kein Geld zu nehmen und die Reparatur als nachbarschaftliche Hilfe zu deklarieren.
Eine Woche später: Susi und Ferdinand heiraten, und Brigitte und Carola beschließen, den beiden ihren Anteil am Trabant zur Hochzeit zu schenken – schließlich ist Susi schwanger und die junge Familie braucht das Auto am dringendsten.

## Humor
Die Komik ergibt sich zum großen Teil aus Missverständnissen zwischen den Personen, aus der überzeichneten Darstellung der einzelnen Figuren sowie aus ihren Slapstick-artigen Missgeschicken, z. B.: Brigitte vergisst, einen Hahn zuzudrehen, worauf der Klempner den Flur unter Wasser setzt. Statt eines Schnapses schenkt sie Robbel reinen Alkohol ein, der daraufhin sofort in Ohnmacht fällt und später wirr vor sich hin redet.

## Produktion
Die Komödie wurde vom Fernsehen der DDR vor Publikum aufgezeichnet und am 15. August 1981 im 2. Programm zum ersten Mal ausgestrahlt. Seit 2016 ist sie bei Icestorm Entertainment auf DVD erhältlich.